# Лиса Гора (Рибницький район)
Лиса Гора (рос. Лысая Гора; рум. Lîsaia Gora) — село в Рибницькому районі в Молдові (Придністров'ї).
Згідно з переписом населення 2004 року у селі проживало 75,3% українців.